# Erik Williams
Erik George Williams (Filadelfia, 7 settembre 1968) è un ex giocatore di football americano statunitense che ha giocato nel ruolo di offensive tackle per la maggior parte della carriera con i Dallas Cowboys della National Football League (NFL). Fu scelto nel corso del terzo giro (70º assoluto) del Draft NFL 1991 dai Cowboys. Al college ha giocato a football alla Central State University.

## Carriera professionistica

### Dallas Cowboys
Williams fu scelto nel corso del terzo giro del Draft 1991 dai Dallas Cowboys. Nella sua stagione da rookie vide sporadicamente il campo, con Nate Newton che occupava il ruolo di offensive tackle destro titolare. Delle ottime prestazioni di Williams nel training camp del 1992 però convinsero i Cowboys a spostare Newton nel ruolo di guardia sinistra per fare posto ad Erik nella formazione titolare. Quell'anno, Williams si impose all'attenzione nazionale quando riuscì a limitare Reggie White a zero sack nella vittoria 20-10 di Dallas sui Philadelphia Eagles, venendo premiato come giocatore offensivo della NFC della settimana. Soprannominato "Big E", nel 1993 Williams era già divenuto uno dei migliori nel suo ruolo nella NFL grazie al suo stile di gioco fisico e aggressivo.
Williams fu coinvolto in un grave incidente stradale il 24 ottobre 1994 che gli fece perdere gran parte della stagione 1994 e impiegò molto tempo per tornare al cento per cento.
Fece ritorno nel 1995, non ai suoi abituali standard, ma abbastanza da contribuire alla vittoria del Super Bowl XXX e venire convocato per il suo terzo Pro Bowl.
Williams venne inserito tre volte nella formazione ideale della stagione All-Pro e convocato per quattro Pro Bowl, nel 1993, 1996, 1997 e 1999 Pro Bowls. La sua abilità nel proteggere il quarterback Troy Aikman e il running back Emmitt Smith contribuì a far vincere ai Cowboys tre Super Bowl nel 1992, 1993 and 1995.
Dal 1992 al 1995, in compagnia di Nate Newton, Mark Tuinei, Mark Stepnoski e Larry Allen, formò una delle migliori offensive line della storia della NFL.
Malgrado il suo dominio e i tre anelli vinti, molti ritengono che se non fosse stato per quell'incidente d'auto quasi fatale, Williams sarebbe diventato uno dei migliori offensive linemen della storia.

## Vittorie e premi
- Super Bowl : 3 Vincitore del Super Bowl (XXVII, XXVIII, XXX)
- (4) Pro Bowl (1993, 1996, 1997, 1999)
- (3) All-Pro (1993, 1995, 1996)

## Statistiche
| Partite totali      | 146 |
| Partite da titolare | 133 |